# X-23

X-23(본명 로라 키니)은 미국 만화 마블 코믹스에 등장하는 슈퍼히어로이며, 엑스맨과 연관이 깊은 인물이다. 이 인물은 엑스멘: 에볼루션을 쓴 크레이그 카일에 의해 만들어졌다. 2003년 엑스맨 TV 시리즈에 등장한 이후 2004년 만화책에도 모습을 드러냈다. 그녀는 이후 크리스토퍼 요스트와 크레이그 카일이 공동으로 제작한 2개의 미니시리즈에 주인공으로 등장했다.
X-23은 울버린의 클론으로 완벽한 살인 기계로 창조되었다. 그녀는 몇 년간 퍼실리티라는 조직에서 일하는 암살자로 그녀 스스로의 능력을 입증한다. 그러나 일련의 비극적 사태로 그녀는 울버린과 엑스맨에게 의존한다. 그녀는 엑스맨션에 있는 학교를 다니며 X 포스의 일원이 된다. 울버린처럼 그녀 또한 재생가능한 신체를 가지고 있으며 매우 뛰어난 감각, 속도와 반응력을 가지고 있다. 그녀는 교체가능한 아다만티움 발톱과 손톱을 가지고 있다. 이 캐릭터는 2017년 로건에서 다프네 킨이 연기했다.

## 출판 역사
X-23은 엑스맨: 에볼루션 3번째 시즌의 11번째 에피소드에서 처음 등장해 X-23이라는 이름으로 알려져 있었다. 그녀의 만화책 데뷔는 2004년에 이뤄졌다. 그러나 그녀의 과거와 역사에 대해서는 아무런 이야기가 없었고 그녀의 능력만 보여졌을 뿐이었다. 대신 TV 시리즈에서 그녀의 모든 기원이 밝혀졌다. 그녀는 언캐니 엑스맨 450호에서 엑스맨의 지원인물로 나온다.
X-23은 2010년 마저리 류가 쓴 월간 연재 만화책에 등장했고, 2011년 11월 15일 마블은 X-23 만화책이 21호에서 끝날 것이라고 밝혔다. X-23은 어벤저스 아카데미 23호부터 마지막 이슈 39호가지 일반적인 등장인물로 나오며 데니스 호플리스가 제작한 어벤저스 아레나에도 모습을 드러낸다. 로라는 플로리다에서 발견된 이후 올 뉴 엑스맨에 가담한다.